# Jan Vrijman
 (octobre 2018).
Jan Vrijman, pseudonyme Jan Hulsebos né le 12 février 1925 à Amsterdam et mort le 30 mai 1997 dans la même ville, est un réalisateur, producteur et journaliste néerlandais.

## Filmographie

### Réalisateur
- 1962 : The Reality of Karel Appel[1]
- 1965 : Op de Bodem van de Hemel[2]
- 1970 : Expo '70
- 1970 : Identity
- 1973 : The Making of a Ballet, Rudi van Dantzig, a Choreographer and his World
- 1974 : A Girl of Thirteen[3]
- 1979 : Philips – een onderneming

### Producteur
- 1966 : Het gangstermeisje de Frans Weisz[4]
- 1968 : Les Ennemis de Hugo Claus[5]
- 1984 : De Witte Waan de Adriaan Ditvoorst